# Odel Abisab
Odel Jamil Abisab Pereyra (Uruguay, 14 de marzo de 1943) es un médico y político uruguayo, quien se desempeñó como subsecretario (viceministro) del Ministerio de Salud Pública entre 1992 y 1995.

## Primeros años
Cursó estudios en la Facultad de Medicina de la Universidad de la República, hasta obtener el título de médico. 
Paralelamente, en su juventud fue funcionario de Obras Sanitarias del Estado (OSE) organismo al que ingresó en 1961.
Posteriormente fue funcionario de PLUNA, desempeñándose como auxiliar de servicios médicos,siendo redistribuido en 1976 para cumplir funciones como médico en el entonces Consejo del Niño.

## Ministerio de Salud Pública
Durante el gobierno de Luis Alberto Lacalle, en abril de 1991 Abisab fue nombrado por este y su ministro Alfredo Solari como Director de Coordinación y Desarrollo del Ministerio de Salud Pública.
En agosto de 1992, al asumir Guillermo García Costa como nuevo ministro de Salud Pública, Abisab fue nombrado para ocupar la subsecretaría.
Permaneció en el cargo durante dos años y medio, hasta la finalización del período presidencial de Lacalle.
Al asumir Julio María Sanguinetti su segundo mandato en marzo de 1995, García Costa y Abisab fueron sucedidos como ministro y subsecretario del MSP por Alfredo Solari -que retornó a la cartera- y Laura Albertini respectivamente.

## Dirigente de organizaciones árabes
En la década de 1980 Abisab se desempeñó como dirigente de la Federación de Entidades Árabes Americanas (FEARAB América), estando vinculado asimismo a la revista Acción Árabe Latinoamericana.

## Actividad política
Adherente al Partido Nacional, en las elecciones de 1984 integró en el puesto 48 la lista de candidatos a la Cámara de Senadores del sublema Unión Nacionalista y Herrerista, que acompañaba la candidatura presidencial de Dardo Ortiz. La misma solo obtuvo un escaño en el Senado para la XLII Legislatura, que correspondió al propio Ortiz. 
Posteriormente cofundó la agrupación De poncho blanco bajo la conducción de Ortiz, quien se acercó al Herrerismo. En las elecciones de 1989 apoyó la candidatura presidencial de Luis Alberto Lacalle, figurando Abisab como quinto candidato a la Cámara de Representantes para la XLIII Legislatura por la lista 900,la que no obtuvo representación parlamentaria. 
En las elecciones de 1994, ahora respaldando la candidatura presidencial de Juan Andrés Ramírez, figuró como quinto candidato a la Cámara de Representantes para la XLIV Legislatura por la misma lista,la que en esta oportunidad obtuvo un escaño, que correspondió a Jaime Trobo. 
En las elecciones de 1999 figuró como segundo suplente del tercer candidato a la Cámara de Representantes por la lista 71, Gustavo Borsari.La lista obtuvo cuatro escaños, y Abisab ingresó varias veces a la Cámara de Representantes durante la XLV Legislatura (2000-2005) para cubrir suplencias de Borsari.

## Caja de Profesionales Universitarios
En años posteriores Abisab integró y presidió la Comisión Directiva de la Asociación de Afiliados a la Caja de Jubilaciones y Pensiones de Profesionales Universitarios (AACJPPU).
En las elecciones celebradas en 2017, fue electo miembro del Directorio de la Caja de Jubilaciones y Pensiones de Profesionales Universitarios (CJPPU) como representante de los afiliados pasivos por el lema Todos por la caja.
En las elecciones realizadas en 2021, fue electo nuevamente para integrar dicho directorio por un nuevo período de cuatro años en representación de los pasivos por la hoja de votación número 20.Al año 2024 continúa integrando el mismo.